# Bridgnorth Castle
Bridgnorth Castle är ett slott i Storbritannien.   Det ligger i grevskapet Shropshire i riksdelen England, i den södra delen av landet, 190 km nordväst om huvudstaden London. Bridgnorth Castle ligger 64 meter över havet.
Terrängen runt Bridgnorth Castle är huvudsakligen platt. Bridgnorth Castle ligger nere i en dal. Runt Bridgnorth Castle är det ganska tätbefolkat, med 248 invånare per kvadratkilometer. Närmaste större samhälle är Telford, 16,1 km norr om Bridgnorth Castle. Trakten runt Bridgnorth Castle består till största delen av jordbruksmark.